# Тварини в космосі

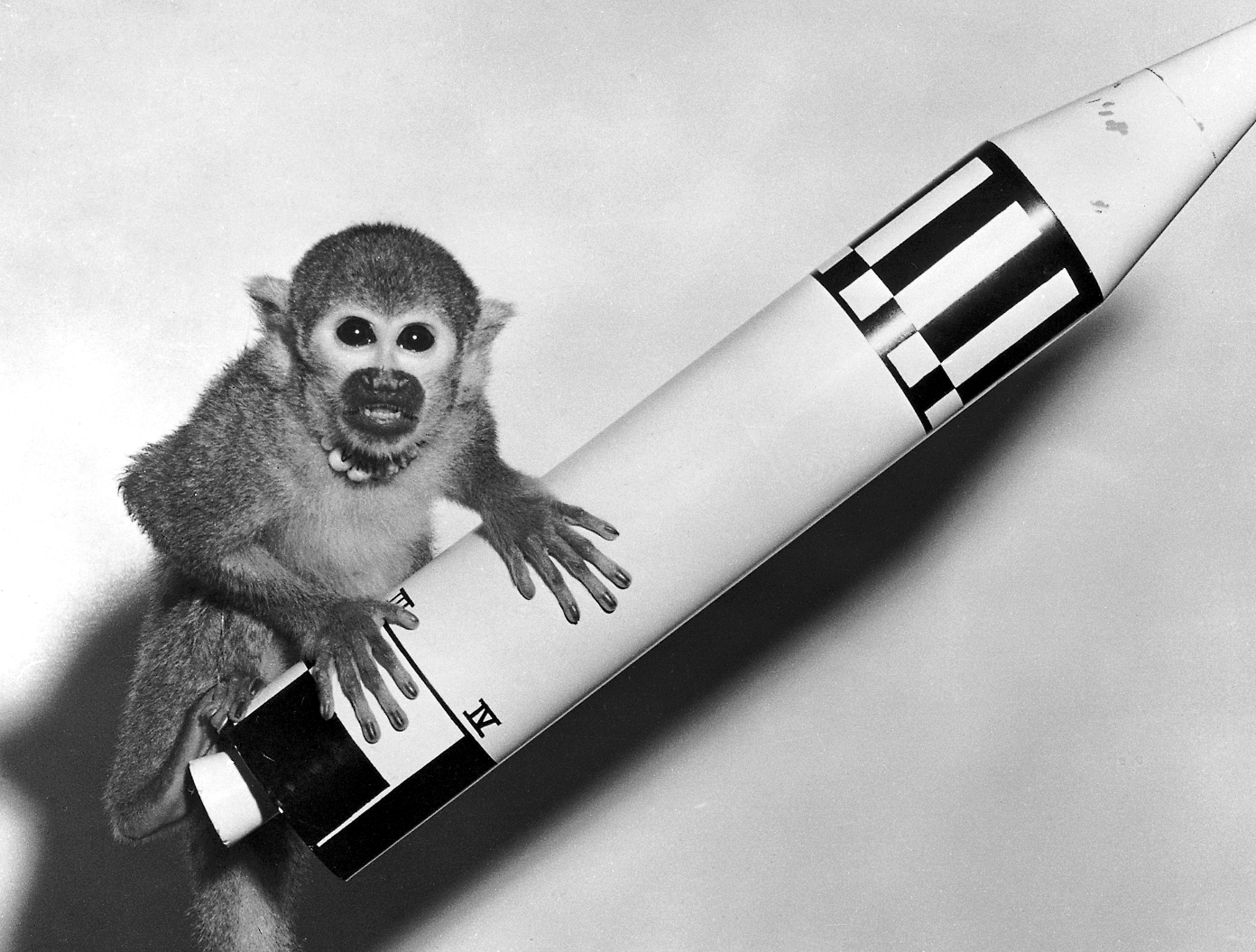
Тварини в космосі

Тварини в космосі — тварини, які вирушали у космічний простір на космічних кораблях різного типу з науково-досліджувальною метою. До виходу людини в космічний простір 1961 року польоти тварин мали перевірити, чи можуть майбутні космонавти вижити після польоту, і якщо так, то як політ може вплинути на їхнє здоров'я.
В епоху пілотованої космонавтики тварин відправляють у космос для вивчення різного роду біологічних процесів, ефектів мікрогравітації та з іншою метою.

## Мікроорганізми
Дослідження на Міжнародній космічній станції показали, що представники двох видів тихоходів (Richtersius coronifer та Milnesium tardigradum) вижили під час 10 денного перебування без захисту у відкритому космосі, за що отримали звання найвитриваліших тварин на Землі.

## Собаки

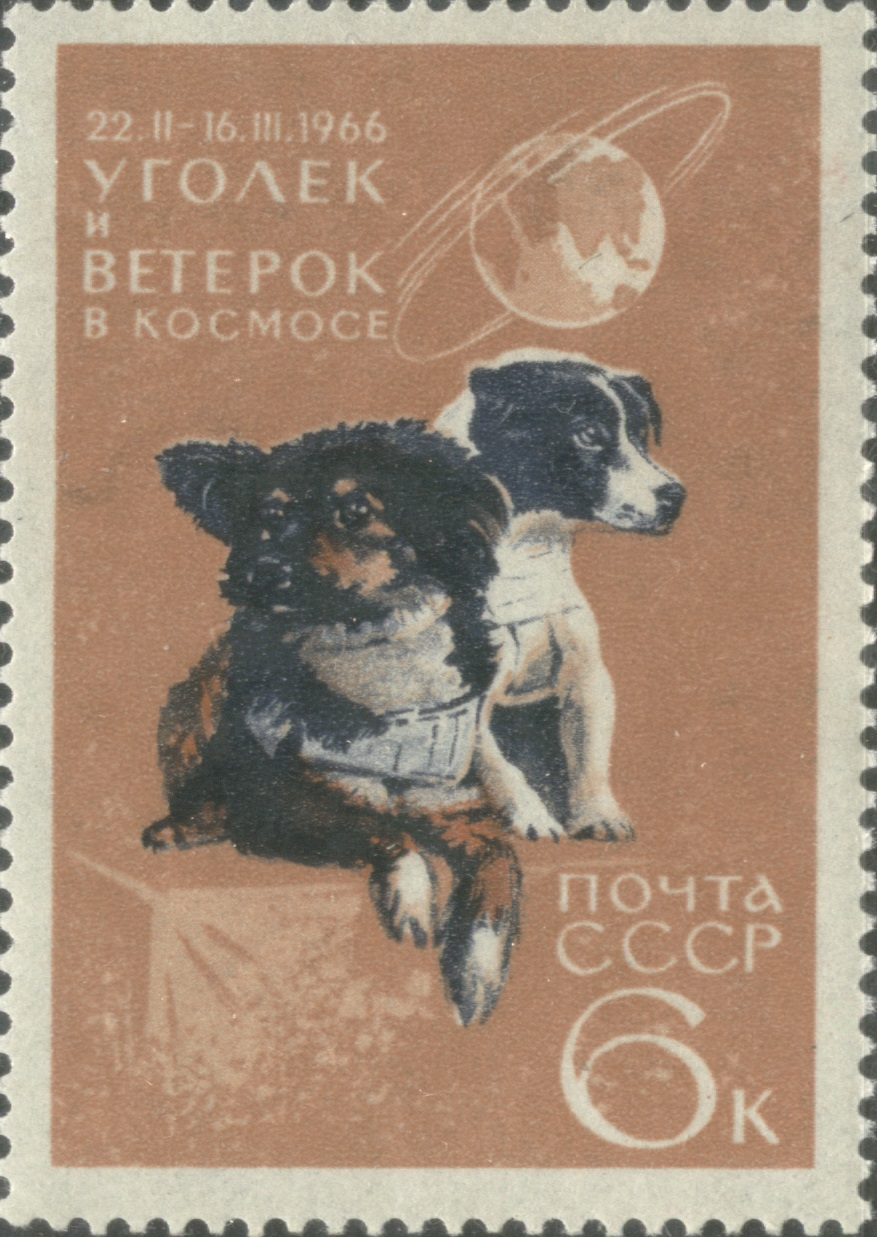
Поштова марка СРСР, 1966. Угольок та Вєтєрок у космічному просторі

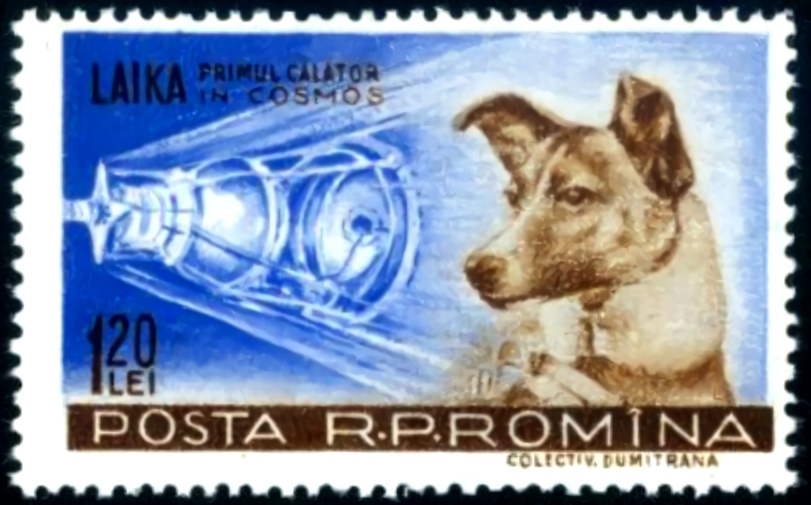
Поштова марка «Лайка»

Наприкінці 1948 року з ініціативи Сергія Павловича Корольова в СРСР почалося вивчення реакцій високоорганізованих живих істот на вплив умов ракетного польоту. Після довгих обговорень вирішили, що «біологічним об'єктом» досліджень буде собака.
Фізіологи здавна використовували собак для дослідів, знали, як вони себе поводять, розуміли особливості будови організму. Крім того, собаки не примхливі, їх легко тренувати.
Перший загін собак — кандидатів на польоти в космос — складався з дворових псів. Медики вважали, що вони з першого дня змушені боротися за виживання, до того ж невибагливі і дуже швидко звикають до персоналу, що було рівнозначно дресурі.
Безпосередня підготовка собак до польоту відбувалася в Інституті авіаційної медицини. Для експериментів відбирали невеликих собак масою 6—7 кг (кабіна ракети була розрахована на маленьку вагу), віком від двох до шести років, з міцним здоров'ям, високою опірністю захворюванням і стійкістю до несприятливих впливів зовнішнього середовища. При цьому вони мали бути контактними і терплячими. Згодом у «космічний загін» стали підбирати «дівчаток» (для них було простіше шити асенізаційний одяг) світлого забарвлення (щоб краще було видно на телевізійній картинці). Пам'ятаючи, що собакам доведеться «красуватися» на сторінках газет, відбирали «об'єкти» красивіші, стрункіші та з «інтелектуальними» мордочками.
Готували космічних першопрохідців у Москві на задвірках стадіону «Динамо» — у червоно-цегляному маєтку, який до жовтневого перевороту називався готелем «Мавританія».
Розробили серйозну наукову програму підготовки собак до коротких ракетних польотів і до тривалих польотів на супутниках. Передусім собаки привчалися до одягу. Одяг був двох видів — фіксуючий і асенізаційний. Собаки, що готувалися до польоту в космос, мали навчитися їсти з автоматичної годівниці. Годівниця була конвеєрною стрічкою, що у визначений час подавала коробки з їжею. Ще собак привчали до того, аби вони могли спокійно перебувати в кабіні малого обсягу тривалий час (до двадцяти діб). Також собаки проходили різні спеціальні тренування: обертання на центрифузі, випробування на вібростенді, катапультування. На закінчення здійснювався комплексний фізіологічний експеримент: собаки протягом тривалого часу перебували в закритій герметичній капсулі, зазнаючи впливів, що очікувалися в польоті.
Перший собачий старт відбувся 22 липня 1951 року на полігоні Капустін Яр. Усього з липня 1951 року по вересень 1962 року відбулося 29 собачих польотів у стратосферу на висоту 100—150 км. Вісім з них закінчилися трагічно. Собаки гинули від розгерметизації кабіни, відмови парашутної системи, неполадок у системі життєзабезпечення.
3 листопада 1957 року було запущено Супутник-2. Після виходу на орбіту носовий конус успішно від'єднався, а основний блок — ні. Це гальмувало роботу системи терморегулювання. До того ж через втрату частини теплоізоляції температура в кабіні підвищилась до 40 °C. Вважається, що Лайка прожила всього кілька годин замість запланованих десяти днів через спеку. Супутник-2 згорів в атмосфері Землі 14 квітня 1958 року після 162 діб на орбіті.
З 1958 року тривала розробка кораблів за програмою «Восток».
У 1960—1961 відбулося 6 запусків кораблів з десятьма собаками загалом:
Перший запуск корабля виявився невдалим — 15 травня 1960 ракета вибухнула на 28,5 секунді після запуску. Хоча спускний апарат відокремився від корабля, але вибух знищив його і дві собаки: Чайку і Лисичку.
Собак Білку і Стрілку готував до польоту кандидат медичних наук Володимир Іванович Данилейко, який після закінчення аспірантури Київського медичного інституту був направлений до Москви молодшим науковим співробітником у Державному науково-дослідному інституті авіаційної та космічної медицини Воєнно-повітряних сил СРСР завдяки темі своєї кандидатської роботи — «Моделювання умов космічного польоту в наземній лабораторії», яку захистив на кафедрі патофізіології в 1959 році.
На Володимира Данилейка було покладено найвідповідальнішу частину — підготовку тварин до вимірювання артеріального тиску і тренування. У тіло під шкіру тварин вживлювали кілька електродів для зняття електрокардіограм. Для вимірювання артеріального тиску виводили на шиї судину, до якої приєднувалась спеціальна манжета.
19 серпня 1960 року було запущено космічний апарат «Корабель-супутник-2» типу Восток-1К із собаками Білкою і Стрілкою. 20 серпня спускний апарат з тваринами на борту успішно приземлився. Вперше у світі живі істоти, побувавши в космосі, повернулися на Землю.
Космічний політ собак Стрілки і Білки тривалістю понад 25 годин, протягом яких корабель-супутник здійснив 17 повних обертів навколо Землі, дозволив отримати унікальні наукові дані про вплив факторів космічного польоту на фізіологічні, генетичні та цитологічні системи живих організмів.
1 грудня 1960 року було запущено космічний апарат «Корабель-супутник-1К № 3» типу Восток-1К. Усередині у кріслі-катапульті у спеціальній капсулі розміщувалися дві собаки: Пчьолка (рос. Пчёлка, Бджілка) і Мушка. Також всередині були телевізійна камера й наукові прилади. Під час польоту на Землю було передано зображення собак. 2 грудня на 17-му оберті було подано команду увімкнути гальмівну установку, однак вмикання не відбулося. Апарат пролетів ще півтора оберта і почав знижуватися в атмосфері за траєкторією, що могла закінчитися на «ворожій території» за межами СРСР. Для запобігання потрапляння супутника і апаратури у «ворожі руки» було подано команду про самознищення, що знищило апарат і усю наукову апаратуру, а також біологічні об'єкти, зокрема обох собак.
22 грудня 1960 року було запущено космічний апарат «Корабель-супутник-1К №4» типу Восток-1К. Усередині у кріслі-катапульті у спеціальні капсулі розміщувались дві собаки: Жемчужинка (рос. Жемчужинка, Перлинка) і Жулька (рос. Жулька). Також всередині були телевізійна камера і наукові прилади. Третій ступінь, «Блок Є», вимкнувся після 432 секунд польоту, після чого спускний апарат досяг апогею 214 км і увійшов в атмосферу Землі за 3500 км від місця запуску. У разі аварійного завершення польоту мала спрацювати система самознищення, однак цього не сталося й апарат приземлився в Сибіру. Катапульта не спрацювала, тому собаки залишались всередині й уціліли, оскільки назовні було -45 °C, а спускний апарат був вкритий теплоізоляцією.
9 березня 1961 року було запущено космічний апарат «Корабель-супутник-4» типу Восток-3КА. Усередині у кріслі-катапульті розміщувався манекен «Іван Іванович», також у кабіні розташовувалися біологічні зразки, собака Чернушка (рос. Чернушка, Чорнушка). Після одного оберту апарат увімкнув гальмівний двигун і успішно приземлився. Під час зниження апарата на парашуті з нього було катапультовано манекен «Івана Івановича», собака залишилась у кабіні.
25 березня 1961 року було запущено космічний апарат «Корабель-супутник-5» типу Восток-3КА. Усередині у кріслі-катапульті розміщувався манекен «Іван Іванович», також у кабіні розташовувалися біологічні зразки, собака Звьоздочка (рос. Звёздочка, Зірочка), телевізійні камери і наукові прилади. Після одного оберту апарат увімкнув гальмівний двигун і успішно приземлився. Під час зниження апарата на парашуті з нього було катапультовано манекен «Івана Івановича», собака залишився в кабіні.

## Мавпи

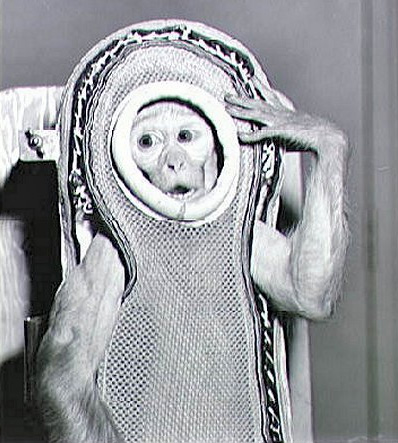
Сем, резус-макака, що брала участь у польоті НАСА на висоту 91 км в 1959 році.

### США
11 липня 1948 ракета Фау-2 досягла висоти 63 км. На борту був резус-макака Альберт, який задихнувся в польоті.
14 червня 1949 ракета Фау-2 досягла висоти 134 км. Резус-макака Альберт II загинув при зіткненні ракети з Землею через відмову парашута. Це був перший примат у космосі, оскільки в польоті було перетнуто лінію Кармана (100 км), яка вважається межею космосу.
16 вересня 1949 ракета Фау-2 досягла висоти 10,7 км і вибухнула. Загинув крабоїдний макака Альберт III.
8 грудня 1949 ракета Фау-2 досягла висоти 130 км. Резус-макака Альберт IV загинув при зіткненні ракети з Землею через відмову парашута.

## Пацюки та миші
Поки радянські вчені використовували як космонавтів сибірських лайок, американці надали перевагу пацюкам і мавпам. Улітку 1958 року американці запустили маленьку ракету з пацюком Маєю на борту. Апарат піднявся на висоту 80 км, але після повертання на Землю затонув в океані. Інший пацюк, Вікі, успішно повернувся, але це не принесло очікуваної користі через відмову моніторів, які фіксували показники стану організму тварини[джерело?]. Серед космонавтів — пацюків найвідомішим є Гектор.

## Черепахи
Відповідно до репортажу місцевого телеканалу Al-Alam, ракета була укомплектована спеціальною «експериментальною капсулою», у яку вчені помістили мишу, двох черепах і з десяток інших організмів, схожих на черв'яків. Про подальшу долю «астронавтів» нічого не повідомляється.
Відзначимо, що паралельно з запуском пройшла презентація трьох супутників зв'язку іранського виробництва («Толу», «Месбах 2» і «Навід»), а також ракети-носія «Симорг». На церемонії був присутній президент країни Махмуд Ахмадінежад.
Нагадаємо, що в листопаді 2009 р. іранська влада заявляла про свій намір запустити супутник зв'язку «Месбах» за допомоги Італії в період з березня 2011 р. по березень 2012 р. Заплановано, що запуск відбудеться з італійського космодрому, після чого супутник знаходитиметься на навколоземній орбіті для передачі даних протягом трьох років. На сьогоднішній день налічується вже два іранські супутники, один з яких був запущений в 2005 р. ракетою-носієм «Космос-3» з космодрому Плесецьк в Росії, а другий — 3 лютого 2009 р. з космодрому Семнан в Ірані.

## Коти
Котів запускала в космос тільки Франція. В підготовці до цього польоту брали участь дванадцять тварин, головним кандидатом з них був чорно-білий кіт Фелікс, який був знайдений на вулицях Парижу. Вважається, що успішний суборбітальний політ здійснив кіт Фелікс, хоча деякі джерела стверджують, що першою у світі кішкою, яка здійснила космічний політ, була Фелісетт, бо незадовго до старту кіт втік і його терміново було замінено кицькою. Франція запустила 18 жовтня 1963 року в навколоземний простір ракету «Вероніка АГІ № 47» з кішкою на борту. Експеримент пройшов успішно, кішку дістали з капсули живою та неушкодженою. На жаль, про її подальшу долю нічого не відомо.
Друга спроба запуску 24 жовтня того ж року була за деякими даними орбітальною, але невдалою — капсула не відпрацювала розрахункову команду на спуск й повернулась на Землю через 2 доби, але за цей час доля кішки вже була «печальною».